# Китайская роющая соня
Китайская роющая соня, китайский соневидный хомяк (лат. Typhlomys cinereus) — вид грызунов из семейства колючих сонь, распространённый в Юго-Восточной Азии.

## Описание
Этот грызун достигает длины от 7 до 10 см, длина хвоста от 9 до 14 см, вес около 18 граммов. Хотя вид относится к колючим соням, у него нет колючек в меху и внешне он скорее напоминает обычную домовую мышь. Короткая, густая шерсть мягкая. Верх тёмно-серого цвета, нижняя сторона немного светлее, за исключением белых передних лап. На кончике хвоста имеется клок волос часто белого цвета. Ближе к основанию хвост покрыт редкими волосками и частично покрыт чешуйками. Характерным признаком служат узкие задние лапы и маленькие глаза.

## Ареал и места обитания
Ареал простирается через юго-восток Китая и северные районы Вьетнама. Возможно, вид встречается на севере Лаоса. Китайская роющая соня обитает в горных ландшафтах на высоте до 2000 метров над уровнем моря. Большая часть лесов этих регионов характеризуется невысокими деревьями и густым подлеском из бамбука. Иногда животные встречаются в разного рода лесах.

## Образ жизни
Эти грызуны живут в подземных гнёздах, при этом об их образе жизни почти ничего не известно.

## Численность
Численность популяции уменьшается, однако это не является серьёзной угрозой, и поэтому по классификации МСОП вид не относится к угрожаемым. Популяция в Северном Вьетнаме, имеющая, по мнению некоторых зоологов, статус подвида (Typhlomys cinereus chapensis), в середине 2014 года была объявлена отдельным видом (Typhlomys chapensis (Osgood, 1932), так как генетически она существенно отличается от основной популяции. Популяция из-за своей малой численности находится под угрозой исчезновения.